# Pregabalin
Pregabalin (Lyrica) je antikonvulzant, analgetik i anksiolitik koji se upotrebljava pri liječenju epilepsije, periferne i središnje neuropatske boli, fibromialgije, sindroma nemirnih nogu te generaliziranoga anksioznog poremećaja. Pregabalin je gabapentinoid koji djeluje kao inhibitor nekih kalcijevih kanala.
Česte nuspojave uključuju glavobolju, pospanost, zbunjenost, akutne probleme s pamćenjem i koncentracijom, suha usta, smetnje vida te porast tjelesne težine. Ozbiljna je nuspojava, koja se rijetko može pojaviti, angioedem. Ako se pregabalin uzima u terapijskim dozama, rizik je od stvaranja psihičke ovisnosti nizak. 
Odobren je za uporabu u Sjedinjenim Američkim Državama 2004. kao nasljednik gabapentina.

## Medicinska uporaba

### Anksiozni poremećaji
Pregabalin je umjereno djelotvoran u liječenju generaliziranog anksioznog poremećaja (GAP-a). Siguran je i djelotvoran kod liječenja socijalnog anksioznog poremećaja. No, doze potrebne za ovaj anksiolitni učinak su maksimalnih 600 mg dnevno. Uporaba pregabalina dokazano smanjuje potrebu za uzimanjem benzodiazepina u navedenim poremećajima. 
Svjetski savez biološke psihijatrije preporuča pregabalin kao lijek prvog izbora u liječenju GAP-a, uz antidepresivne lijekove kao što su SIPPS-i. Pregabalin je učinkovit adjuvant u komplementarnom liječenju opsesivnog kompulzivnog poremećaja i PTSP-a.
Pregabalin, za razliku od benzodiazepina, ima povoljan učinak na arhitekturu sna. Poznato je da pregabalin promovira dubok san koji je obično kompromitiran u ljudi s anksioznim poremećajima, ali i u ljudi s bolestima nociplastične boli, kao što je fibromialgija.

### Epilepsija
Pregabalin je koristan adjuvant češće propisivanim antiepilepticima u liječenju epilepsije, no nerijetko nije dovoljan kao monoterapija.

### Kronična bol
Europski savez neuroloških društava (EFNS) preporuča pregabalin kao lijek prvog izbora u liječenju boli povezanom s dijabetičkom neuropatijom, postherpetičnom neuralgijom i centralnom neuropatskom boli. U slučaju nepotpunog odgovora, spoj pregabalina i amitriptilina ili duloksetina daje bolje rezultate u liječenju boli u odnosu na monoterapiju pregabalinom. Pregabalin je učinkovit i u liječenju nekih oblika kronične mišićno-koštane boli.
Doze pregabalina za liječenje neuropatske i drugih oblika kronične boli i fibromialgije obično iznose između 150 mg i 450 mg. Najviša dopuštena doza je 600 mg.
Pregabalin obično nije učinkovit u liječenju akutne (nociceptične) boli.

### Sindrom nemirnih nogu
U posljednjim su se godinama gabapentin i pregabalin nametnuli kao terapija prvog izbora u liječenju RLS-a, ponešto potiskujući tako agoniste dopamina, poput pramipeksola, iz uporabe. Pregabalin je djelotvoran u smanjivanju simptoma RLS-a i dobro se podnosi.

### Drugo

#### Depresija
Istraživanja pokazuju da je pregabalin koristan adjuvant antidepresivima u liječenju depresije, posebno ako je prisutna generalizirana anksioznost. Pretpostavlja se da je razlog učinak pregabalina na GABA-ergičke receptore u mozgu što posredno dovodi do modulacije glutamatnog sustava koji je povezan s mnogim oblicima depresije.

#### Prevencija migrena
Postoje dokazi da je pregabalin djelotvoran u prevenciji boli uzrokovane migrenom.

#### Vizualni snijeg
Postoje neke spoznaje o djelomičnoj učinkovitosti pregabalina u liječenju vizualnog snijega.

#### Tinitus
Pregabalin je potencijalno umjereno djelotvoran u liječenju simptoma tinitusa, no potrebno je još dokaza koji podupiru ovu uporabu.

#### Simptomi ustezanja od alkohola
Pregabalin je umjereno djelotvoran u liječenju simptoma ustezanja od alkohola.

## Istraživanja
Postoje istraživanja na životinjskim modelima koja ukazuju na važna svojstva pregabalina u liječenju neuroloških i psihijatrijskih bolesti. Pregabalin posjeduje antialodinijska i neurozaštitna svojstva.
Istraživanja ukazuju na to da pregabalin povećava gustoću proteina GABA transportera i povećava brzinu transporta GABA-e, što također može imati biološke učinke.
Pregabalin djeluje povoljno na arhitekturu sna prvenstveno produbljujući i održavajući fazu sna, odnosno sprječavajući prerana buđenja. Pozitivno djelujući na san, pregabalin može poboljšati pažnju i dnevno funkcioniranje.